# Isla Kodiak
La isla [de] Kodiak («Kodiak Island») es una gran isla situada en la costa noroccidental de Norteamérica, perteneciente al estado de Alaska. Está separada del continente por el estrecho de Shelikof.

## Geografía
Con 8975 km², es la isla más grande del archipiélago Kodiak, siendo también la segunda isla mayor de los Estados Unidos y la 79.ª del mundo. Tiene 160 km de largo y de ancho oscila entre 16−96 km. La isla Kodiak lleva el nombre de los montes submarinos Kodiak, que se encuentran frente a la costa, en la fosa de las Aleutianas. 
La isla Kodiak es montañosa, con una altura máxima de 1353 m. Además, es muy boscosa en el norte y el este, pero con pocos árboles en el sur. La isla tiene muchas bahías profundas libres de hielo, que proporcionan abrigo para el fondeamiento de los barcos. Dos terceras partes del suroeste de la isla, al igual que gran parte del archipiélago de Kodiak, forman parte del Refugio Nacional de Vida Silvestre Kodiak. 
La isla Kodiak es parte del Borough de Kodiak Island. La comunidad más grande, y la capital, de la isla es la ciudad homónima de Kodiak, situada en el extremo oriental de la isla. Es una de las seis que existen en la isla, siendo las otras Akhiok, Old Harbor, Karluk, Larsen Bay, Port Lions, y Ouzinkie. En la isla viven alrededor de 10 000 habitantes, en su mayoría inuits. 
Todos los transportes comerciales entre la isla y el mundo exterior pasan por la ciudad de Kodiak, ya sea a través de transbordadores o de compañías aéreas. Kodiak es también el hogar de la mayor base de Guardacostas de los Estados Unidos, que incluye el Comando de Apoyo Integrado, una Estación Aérea, una Estación de Comunicaciones y una Estación de Ayuda a la Navegación. Además, la isla es un sitio de lanzamiento de misiles, en el Complejo de Lanzamiento Kodiak. 
El oso Kodiak y el cangrejo rey son nativos de la isla. La industria pesquera es la actividad económica más importante de la isla: las pescas son el salmón del Pacífico, el fletán del Pacífico, y el cangrejo. El río Karluk es famoso por sus cotos de salmones. La tala, la ganadería, numerosas fábricas de conservas, y algunos minas de cobre también son el resto de actividades económicas.

## Historia

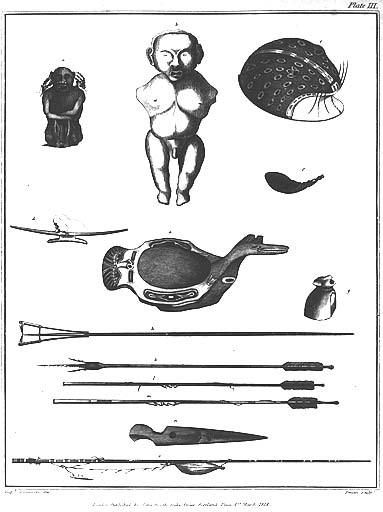
Artefactos nativos encontrados en isla Kodiak.

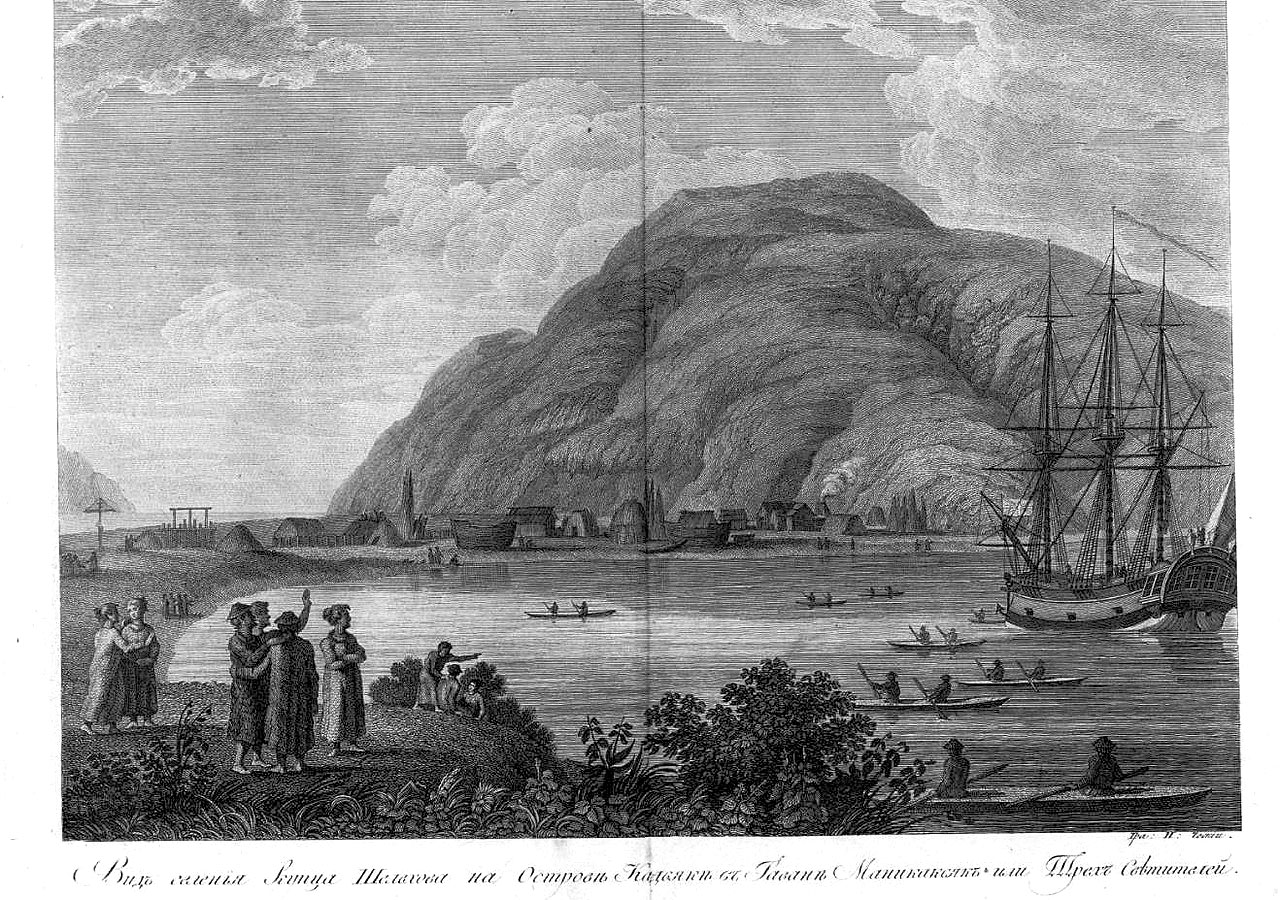
El asentamiento de Grigori Shélijov en isla Kodiak.

Kodiak es la tierra ancestral de las naciones de Alaska koniaga y alutiiq. Los primeros pobladores habrían subsistido de la caza, pesca, agricultura, y la recolección. Los koniagas han sido muy estudiados por los exploradores europeos, que se maravillaron con sus prácticas de concubinato masculino: 

Una madre Kodiak seleccionará su más apuesto y prometedor muchacho, y lo vestirá y criará como una niña, enseñándole sólo las labores domésticas, manteniéndole en los trabajo de la mujer, reuniéndose con las mujeres y las niñas, a fin de completar su afemeninamiento. Llegado a la edad de diez o quince años, será casado con algún hombre rico que considera este compañero como una gran adquisición. Estos varones concubinas son llamados Achnutschik o Schopans.
Terminal Essay, Richard Francis Burton

La isla de Kodiak fue avistada en 1741, durante la segunda expedición a Kamchatka de la Armada rusa («Gran Expedición del Norte»), dirigida por el danés Vitus Bering y su adjunto Alekséi Chírikov. Separados por una tormenta después de salir del puerto de Petropávlovsk-Kamchatski el 14 de junio, Bering derivó hacia el sur llegando hasta la isla Kodiak al mando del Sviatói Piotr (San Pedro) y llegando a avistar el monte San Elías el 16 de julio. Aunque en el tornaviaje en noviembre murieron Bering y parte de la tripulación, las pieles de nutria marina que vestían los superviventes de regreso en 1742 a Kamchatka, llamaron la atención como para ser consideradas las pieles más finas del mundo.
El comerciante de pieles ruso, Stepán Glótov, desembarcó en la isla de Kodiak en 1763. El primer asentamiento estable en la isla, y el primer asentamiento permanente de Rusia en Alaska, fue debido a Grigori Shélijov y su socio Gólikov. Arribaron en 1784 a la Bahía de los Tres Santos (cerca de la actual Old Harbor), con dos barcos, el Tri Sveti (Tres Santos) y el Sviatói Simón (San Simón). Ante la resistencia de los aleutas, Shélijov desencadenó una campaña de terror, toma de rehenes y exterminio, que le permitió dominar las islas del archipiélago. Una vez establecida su autoridad, procedió a fundar la primera colonia rusa en la bahía de los Tres Santos. En 1790, Shélijov volvió a Rusia para asegurarse una carta de monopolio de la caza, dejando como encargado a Aleksandr Baranov, que trasladó en 1792 la colonia a Sankt Pável (en ruso: Санкт Павел), emplazamiento de la actual Kodiak y se convirtió en el centro ruso de comercio de pieles.
Tras la compra de Alaska en 1867 la isla pasó a formar parte de los Estados Unidos, y los estadounidenses que se establecieron aquí se dedicaron a la caza y la cría de zorro. 
En 1912 la erupción del Novarupta en el continente (atribuida erróneamente a la vez al más famoso Monte Katmai) cubrió la isla con ceniza volcánica, causando una destrucción generalizada y la pérdida de vidas. La isla también fue afectada en 1964 por el Terremoto Viernes Santo y el tsunami, que destruyeron gran parte de la ciudad.

## Etnografía
Alphonse Pinart (1852-1911), lingüista y etnólogo, constituyó una colección de ochenta máscaras única en el mundo, originirias de la isla de Kodiak, en el transcurso de expedición en Alaska entre 1871 et 1872. Su colección está expuesta en el castillo museo de Bologne-sur-Mer, en Francia.